# 僕の小規模な失敗
『僕の小規模な失敗』（ぼくのしょうきぼなしっぱい）は、福満しげゆきによる日本の漫画作品。青林工藝舎『アックス』に28号から46号（33号を除く）にかけて3年間に渡り連載された。キャッチコピーは「アックス版まんが道」。
作者が漫画家を志すようになった15歳から25歳までの青春時代を元にした自伝的作品。高校中退、漫画家デビュー、将来の不安と鬱鬱とした心理、女性へのリビドーや悲痛が描かれている。終盤はコマが小さくなっていき、最多で1頁に27コマも描かれている。『僕の小規模な生活』（講談社）は本作終了後を描いた続編的作品。
フリースタイルの「このマンガを読め!2006」7位。

## ストーリー
工業高校に進学した「僕」は学校に馴染めず、不良だらけでまともに授業が成立しない教室に絶望、「すべてがダメになる大いなる予感！」を感じ、マンガを描くことに没頭しようとする。授業中に教師に注意されてもマンガを書き続け、コンクールに応募するが落選し、高校も留年してしまう。
高校を辞めて、友人とともにアパート暮らしをはじめ、ピザ屋の配達のバイトをしながらマンガを描こうとするが、いつの間にかマンガを描く情熱がなくなっていることに気がつく。友人に彼女ができ、居づらくなった「僕」は実家に戻り、夜間の定時制高校に入学する。なにかしなければと思った「僕」は柔道部を作り、部員を集め、大会にも出場する。持ち込んだマンガが雑誌に掲載されるが、精神はどんどん陰鬱になっていく。
「僕」は推薦で大学の夜間部に進学するが、授業にはついていけず、マンガも掲載されなかったり、載ってもアンケートでは下位の日々。そんな中、バイト先のレコード店の常連客である、大阪出身のバンドマンと友人になり、彼の知り合いである2人の女の子と出会う。「僕」はそのうちの片方、九州から上京してきた金髪の短大生「彼女」と仲良くなる。「僕」は彼女が好きになるが、泥酔してしつこくつきまとったせいで「もう会わない」と言われてしまう。絶望した「僕」は心療内科に通ったり、ボクシングを始めて、友人と『ファイト・クラブ』の真似をしてなんとか気を紛らわせる。するとそこに、体調を崩して九州の実家に帰っているという「彼女」から電話がかかってくる。喜んだ「僕」は頻繁に手紙を書き電話するが、彼女の母親がストーカーではないかと心配しているので手紙を送るのはやめてくれと返事が来る。
またもや一人になった「僕」は同窓会に出席するが、同級生がみな成功していないと感じて虚しくなる。トラックのタイヤを積みあげるバイトをしていると、「彼女」がまた上京してくるという。中野でデートしたり一緒にマンガを描いたりしているうちに2人は仲を深める。やがて「彼女」は一人暮らしすることになり、「僕」が部屋を探して紹介したことから同棲することになる。「僕」は工場に就職するが、やはりマンガを諦めきれない。「彼女」を実家の母親が連れ戻しに来るが、なんとか逃げ、「僕」は仕事を辞めてマンガに専念し、「彼女」は働きに出る。「彼女」の実家からも許しが出て、2人は結婚する。しかし「僕」のマンガ家生活はまだ始まったばかりであり、今日も出版社に持ち込みに行く日々が続くのだった。

## 主な登場人物
「僕」
主人公。工業高校中退。定時制高校卒業。高校1年生を3回やって、高校に6年間も通う。工業高校時代に漫画家を志すようになるが、デビューはしても雑誌が休刊になったり、独特の作風ゆえにアンケートでビリから2番目をとるなど上手くいかない。ネガティブ思考で後ろ向きながらも行動力がある。
「彼女」
九州から上京してきた金髪の短大生。最初はしつこく付きまとう「僕」をストーカー扱いして拒絶するが、後に紆余曲折あって結婚する。
「友達1」
「僕」の友人で、「僕」が工業高校を辞めてから一緒のアパートに住んでいた。その後は美容師となり、「僕」も「彼女」とのデートの前に髪を整えてもらうなど友人としての付き合いは続いている。
「バンドマン」
大阪出身。26歳で、「音楽で武道館に行くのが夢」と言いながら、ろくに音楽活動もしていない。
「バンドマンの彼女」
「彼女」の友達の音大生。眼鏡。最終的には結局「バンドマン」と別れる。
「友達2」
「僕」がバイトしていたレコード店でのバイト仲間。
「定時制高校時代の後輩」
「僕」が柔道部を設立した時部員だった太目の青年。「僕」より2つ年下だが、実際は同級生。その後茶髪になる。

## 単行本
- 福満しげゆき『僕の小規模な失敗』青林工藝舎、2005年9月30日初版発行 ISBN 4883791955